# الیس (ویرجینیای غربی)
الیس، غرب ویرجینیا (به انگلیسی: Alice, West Virginia) یک منطقهٔ مسکونی در ایالات متحده آمریکا است که در ویرجینیای غربی واقع شده‌است.

## خصوصیات
الیس ۲۲۴٫۹۵ متر بالاتر از سطح دریا واقع شده‌است.